# Miroslav Stevanović
Miroslav Stevanović (Zvornik, 29 juli 1990) is een Bosnisch voetballer die doorgaans speelt als middenvelder. In juli 2017 verruilde hij Željezničar voor Servette. Stevanović maakte in 2012 zijn debuut in het Bosnisch voetbalelftal.

## Clubcarrière
Stevanović speelde in de jeugd van Drina Zvornik en stapte later over naar het Servische Vojvodina. Bij die club brak hij ook door, nadat hij nog verhuurd was geweest aan Palić en Borac Banja Luka. Na verloop van tijd veroverde de middenvelder een vaste plaats in de basisopstelling van Vojvodina en in zijn geboortedorp werd hij in 2011 uitgeroepen tot 'Sporter van het Jaar'. Op 2 januari 2013 tekende hij voor vijf jaar bij Sevilla, waar hij ontvangen werd door landgenoot Emir Spahić. Op 5 juli 2013 werd hij verhuurd aan promovendus Elche, maar omdat hij daar weinig in actie kwam, stuurde Sevilla hem in januari 2014 naar Alavés.
In augustus van dat jaar verliet de Bosniër Sevilla en na drie maanden zonder club tekende hij bij Győri ETO. Hierna werd Ergotelis zijn nieuwe club en een halfjaar later Željezničar. Medio 2017 verkaste Stevanović naar Servette. Met die club promoveerde hij twee jaar later naar het hoogste niveau. Aan het einde van het seizoen 2023/24 won Servette de beker.

## Interlandcarrière
Stevanović maakte zijn debuut in het Bosnisch voetbalelftal op 26 mei 2012, toen met 1–0 verloren werd tegen Ierland. De middenvelder mocht in de tweede helft invallen voor Haris Međunjanin. In zijn tweede interland, tegen Wales (0–2 winst) wist hij zijn eerste doelpunt te maken.
| Interlands van Miroslav Stevanović voor Bosnië en Herzegovina | Interlands van Miroslav Stevanović voor Bosnië en Herzegovina | Interlands van Miroslav Stevanović voor Bosnië en Herzegovina | Interlands van Miroslav Stevanović voor Bosnië en Herzegovina | Interlands van Miroslav Stevanović voor Bosnië en Herzegovina | Interlands van Miroslav Stevanović voor Bosnië en Herzegovina | Interlands van Miroslav Stevanović voor Bosnië en Herzegovina |
| №                                                             | Datum                                                         | Wedstrijd                                                     | Uitslag                                                       | Competitie                                                    | Goals                                                         |                                                               |
| Als speler bij Vojvodina                                      | Als speler bij Vojvodina                                      | Als speler bij Vojvodina                                      | Als speler bij Vojvodina                                      | Als speler bij Vojvodina                                      | Als speler bij Vojvodina                                      | Als speler bij Vojvodina                                      |
| ------------------------------------------------------------- | ------------------------------------------------------------- | ------------------------------------------------------------- | ------------------------------------------------------------- | ------------------------------------------------------------- | ------------------------------------------------------------- | ------------------------------------------------------------- |
| 1                                                             | 26 mei 2012                                                   | Ierland – Bosnië en Herzegovina                               | 1 – 0                                                         | Vriendschappelijk                                             |                                                               |                                                               |
| 2                                                             | 15 augustus 2012                                              | Wales – Bosnië en Herzegovina                                 | 0 – 2                                                         | Vriendschappelijk                                             | 54'                                                           |                                                               |
| 3                                                             | 12 oktober 2012                                               | Griekenland – Bosnië en Herzegovina                           | 0 – 0                                                         | WK 2014 kwalificatie                                          |                                                               |                                                               |
| 4                                                             | 16 oktober 2012                                               | Bosnië en Herzegovina – Litouwen                              | 3 – 0                                                         | WK 2014 kwalificatie                                          |                                                               |                                                               |
| 5                                                             | 14 november 2012                                              | Algerije – Bosnië en Herzegovina                              | 0 – 1                                                         | Vriendschappelijk                                             |                                                               |                                                               |
| Als speler bij Sevilla                                        |                                                               |                                                               |                                                               |                                                               |                                                               |                                                               |
| 6                                                             | 6 februari 2013                                               | Slovenië – Bosnië en Herzegovina                              | 0 – 3                                                         | Vriendschappelijk                                             |                                                               |                                                               |
| 7                                                             | 22 maart 2013                                                 | Bosnië en Herzegovina – Griekenland                           | 3 – 1                                                         | WK 2014 kwalificatie                                          |                                                               |                                                               |
| 8                                                             | 7 juni 2013                                                   | Letland – Bosnië en Herzegovina                               | 0 – 5                                                         | WK 2014 kwalificatie                                          |                                                               |                                                               |
| Als speler bij Elche                                          |                                                               |                                                               |                                                               |                                                               |                                                               |                                                               |
| 9                                                             | 14 augustus 2013                                              | Bosnië en Herzegovina – Verenigde Staten                      | 3 – 4                                                         | Vriendschappelijk                                             |                                                               |                                                               |
| 10                                                            | 6 september 2013                                              | Bosnië en Herzegovina – Slowakije                             | 0 – 1                                                         | WK 2014 kwalificatie                                          |                                                               |                                                               |
| Als speler bij Željezničar                                    |                                                               |                                                               |                                                               |                                                               |                                                               |                                                               |
| 11                                                            | 3 juni 2016                                                   | Bosnië en Herzegovina – Denemarken                            | 2 – 2                                                         | Vriendschappelijk                                             |                                                               |                                                               |
| 12                                                            | 7 juni 2016                                                   | Japan – Bosnië en Herzegovina                                 | 1 – 2                                                         | Vriendschappelijk                                             |                                                               |                                                               |
| 13                                                            | 28 maart 2017                                                 | Albanië – Bosnië en Herzegovina                               | 1 – 2                                                         | Vriendschappelijk                                             |                                                               |                                                               |
| Als speler bij Servette                                       |                                                               |                                                               |                                                               |                                                               |                                                               |                                                               |
| 14                                                            | 24 maart 2021                                                 | Finland – Bosnië en Herzegovina                               | 2 – 2                                                         | WK 2018 kwalificatie                                          | 84'                                                           |                                                               |
| 15                                                            | 31 maart 2021                                                 | Bosnië en Herzegovina – Frankrijk                             | 0 – 1                                                         | WK 2018 kwalificatie                                          |                                                               |                                                               |
| 16                                                            | 4 september 2021                                              | Bosnië en Herzegovina – Koeweit                               | 1 – 0                                                         | Vriendschappelijk                                             |                                                               |                                                               |
| 17                                                            | 7 september 2021                                              | Bosnië en Herzegovina – Kazachstan                            | 2 – 2                                                         | WK 2018 kwalificatie                                          |                                                               |                                                               |
| 18                                                            | 9 oktober 2021                                                | Kazachstan – Bosnië en Herzegovina                            | 0 – 2                                                         | WK 2018 kwalificatie                                          |                                                               |                                                               |
| 19                                                            | 12 oktober 2021                                               | Oekraïne – Bosnië en Herzegovina                              | 1 – 1                                                         | WK 2018 kwalificatie                                          |                                                               |                                                               |
| 20                                                            | 13 november 2021                                              | Bosnië en Herzegovina – Finland                               | 1 – 3                                                         | WK 2018 kwalificatie                                          |                                                               |                                                               |
| 21                                                            | 16 november 2021                                              | Bosnië en Herzegovina – Oekraïne                              | 0 – 2                                                         | WK 2018 kwalificatie                                          |                                                               |                                                               |
| 22                                                            | 25 maart 2022                                                 | Bosnië en Herzegovina – Georgië                               | 0 – 1                                                         | Vriendschappelijk                                             |                                                               |                                                               |
| 23                                                            | 29 maart 2022                                                 | Bosnië en Herzegovina – Luxemburg                             | 1 – 0                                                         | Vriendschappelijk                                             |                                                               |                                                               |
| 24                                                            | 4 juni 2022                                                   | Finland – Bosnië en Herzegovina                               | 1 – 1                                                         | Nations League 2022/23                                        |                                                               |                                                               |
| 25                                                            | 7 juni 2022                                                   | Bosnië en Herzegovina – Roemenië                              | 1 – 0                                                         | Nations League 2022/23                                        |                                                               |                                                               |
| 26                                                            | 14 juni 2022                                                  | Bosnië en Herzegovina – Finland                               | 3 – 2                                                         | Nations League 2022/23                                        |                                                               |                                                               |
| 27                                                            | 23 september 2022                                             | Bosnië en Herzegovina – Montenegro                            | 1 – 0                                                         | Nations League 2022/23                                        |                                                               |                                                               |
| 28                                                            | 26 maart 2023                                                 | Slowakije – Bosnië en Herzegovina                             | 2 – 0                                                         | EK 2024 kwalificatie                                          |                                                               |                                                               |
| 29                                                            | 17 juni 2023                                                  | Portugal – Bosnië en Herzegovina                              | 3 – 0                                                         | EK 2024 kwalificatie                                          |                                                               |                                                               |
| 30                                                            | 20 juni 2023                                                  | Bosnië en Herzegovina – Luxemburg                             | 0 – 2                                                         | EK 2024 kwalificatie                                          |                                                               |                                                               |
| 31                                                            | 13 oktober 2023                                               | Liechtenstein – Bosnië en Herzegovina                         | 0 – 2                                                         | EK 2024 kwalificatie                                          | 41'                                                           |                                                               |
| 32                                                            | 16 oktober 2023                                               | Bosnië en Herzegovina – Portugal                              | 0 – 5                                                         | EK 2024 kwalificatie                                          |                                                               |                                                               |
| 33                                                            | 16 november 2023                                              | Luxemburg – Bosnië en Herzegovina                             | 4 – 1                                                         | EK 2024 kwalificatie                                          |                                                               |                                                               |

Bijgewerkt op 6 januari 2025.

## Erelijst
| Challenge League | 1 | 2018/19 |
| Schweizer Pokal  | 1 | 2023/24 |